# 헬레나 루빈스타인

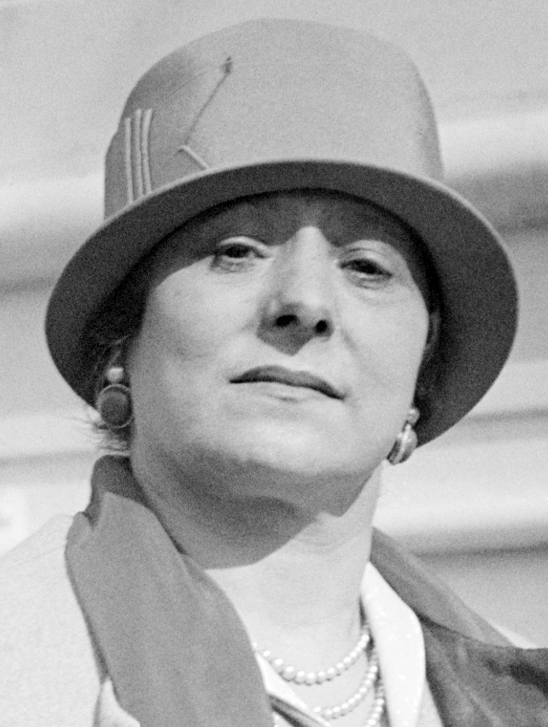

헬레나 루빈스타인(Helena Rubinstein, 1870년 12월 25일 ~ 1965년 4월 1일)은 폴란드 출생의 미국 기업인이다. 자신의 이름을 딴 화장품 회사를 설립하였으며 한 때 세상에서 가장 부유한 여성이기도 했다. '못생긴 여자는 없다. 다만 게으른 여자가 있을 뿐이다.'(There are no ugly women, only lazy ones.)라는 말이 유명하다.